# Route nationale 658
Pour les articles homonymes, voir Route 658.
La route nationale 658 ou RN 658 était une route nationale française reliant Castelsarrasin à Laguépie. À la suite de la réforme de 1972, elle a été déclassée en RD 958.

## Ancien tracé de Castelsarrasin à Laguépie (D 958)
- Castelsarrasin
- La Ville-Dieu-du-Temple
- Montauban
- Nègrepelisse
- Montricoux
- Saint-Antonin-Noble-Val
- Varen
- Laguépie